# Patrick Heusinger

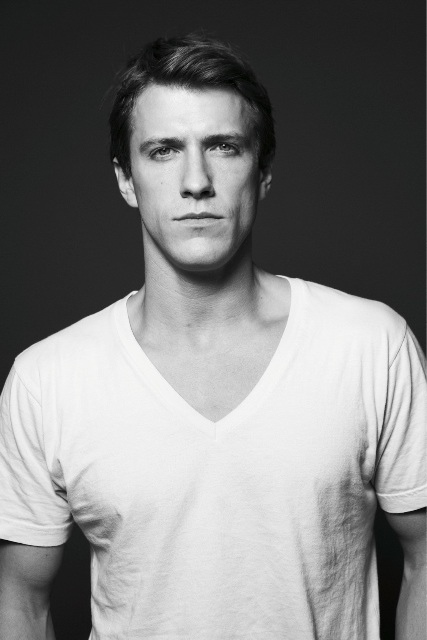
Patrick Heusinger

Patrick Heusinger (* 14. Februar 1981 in Jacksonville, Florida) ist ein US-amerikanischer Schauspieler.

## Leben und Karriere
Patrick Heusinger wuchs in seiner Geburtsstadt Jacksonville auf und besuchte die dortige Douglas Anderson School of the Arts.
Seine erste Filmrolle hatte Partick Heusinger 2005 im Film Sweet Land. Nach weiteren Filmen, darunter Nanny Diaries, verkörperte er 2008 den Lord Marcus Beaton, welcher eine kurze Beziehung mit Blair Waldorf hatte, in der zweiten Staffel der Serie Gossip Girl. Nach Gastauftritten in 30 Rock, Good Wife, Law & Order: Special Victims Unit und Rescue Me, hatte er 2010 eine kleinere Rolle im mehrfach ausgezeichneten Film Black Swan. Im selben Jahr folgte noch die Rolle des Adam Pierce in der Serie Royal Pains, welche er bis 2011 verkörperte. Auch von 2010 bis 2011 war er für vier Folgen in der Serie Submissions Only. 2012 hatte Heusinger eine Hauptrolle in dem Independentfilm Frances Ha inne. Seitdem folgten diverse Gastrollen, unter anderem in Castle und Bones – Die Knochenjägerin, und ein längerer Handlungsbogen in der Serie Revolution. Seit 2014 ist er in der Bravo-Serie Girlfriends’ Guide to Divorce neben Lisa Edelstein zu sehen.

## Filmografie (Auswahl)
- 2005: Sweet Land
- 2007: Tie a Yellow Ribbon
- 2007: Nanny Diaries (The Nanny Diaries)
- 2008: Gossip Girl (Fernsehserie, 4 Folgen)
- 2009: 30 Rock (Fernsehserie, Folge 3x10)
- 2009: Jack in a Box (Fernsehserie, Folge 1x02)
- 2009: Good Wife (The Good Wife, Fernsehserie, Folge 1x04)
- 2009: Law & Order: Special Victims Unit (Fernsehserie, Folge 11x09)
- 2010: Rescue Me (Fernsehserie, Folge 6x03)
- 2010–2011: Royal Pains (Fernsehserie, 4 Folgen)
- 2010: Black Swan
- 2010–2011: Submissions Only (Fernsehserie, 4 Folgen)
- 2011: CSI: Miami (Fernsehserie, Folge 9x10)
- 2011: Law & Order: LA (Law & Order: Los Angeles, Fernsehserie, Folge 1x17)
- 2011: The Protector (Fernsehserie, Folge 1x07)
- 2011: Dr. Dani Santino – Spiel des Lebens (Necessary Roughness, Fernsehserie, Folge 1x08)
- 2011: Friends with Benefits (Fernsehserie, 2 Folgen)
- 2011: Unforgettable (Fernsehserie, Folge 1x06)
- 2012: Beautiful People
- 2012: Frances Ha
- 2013: Revolution (Fernsehserie, 3 Folgen)
- 2013: Castle (Fernsehserie, Folge 6x04)
- 2013: Bones – Die Knochenjägerin (Bones, Fernsehserie, Folge 9x05)
- 2014–2017: Girlfriends’ Guide to Divorce (Fernsehserie)
- 2015: A to Z (Fernsehserie, Folge 1x13)
- 2015: Casual (Fernsehserie, 7 Folgen)
- 2016: Quantum Break (Fernsehserie, 4 Folgen)
- 2016: Jack Reacher: Kein Weg zurück (Jack Reacher: Never Go Back)
- 2017–2020: Absentia (Fernsehserie, 30 Folgen)